# 封鎖我一生
《封鎖我一生》為臺灣歌手王傑的第十五張個人專輯，也是第六張粵語專輯，發行於1992年6月3日，由香港華納唱片公司發行。

## 專輯簡介
專輯為王傑、陳大力共同製作，王傑監製，主打歌「封鎖我一生」的音樂錄影帶由黎姿擔任女主角演出，並做為無線電視劇《大賭場》的主題曲，而「封鎖我一生」也獲得香港電台中文歌曲龍虎榜、無線電視勁歌金榜、新城電台勁爆榜三台排行榜冠軍，以及入圍1992年第二季勁歌金曲季選，而後王傑獲邀拍攝無線電視台二十五週年台慶大戲《血濺塘西》，不久後便投入該劇拍攝，也結束了短短不到一個月的專輯宣傳期。

## 曲目
| 曲序 | 曲名             | 曲              | 詞            | 編曲            | 附註                             | 國語版本                                             |
| 01   | 封鎖我一生       | 陳大力          | 小美          | Ricky Ho        | 無線電視劇《大賭場》主題曲       | 英雄淚，收錄於專輯《英雄淚》                         |
| 02   | 從未這樣愛過     | Iskandar Ismail | 林振強        | Iskandar Ismail |                                  | 風，收錄於專輯《英雄淚》                             |
| 03   | 不要恨我         | 王傑            | 潘偉源        | Ricky Ho        |                                  | 愛你的我，收錄於專輯《All By Himself》               |
| 04   | 天才白癡往日情   | 許冠傑          | 許冠傑 薛志雄 | Ricky Ho        | 原曲由許冠傑主唱，此曲經重新編曲 | 為了愛夢一生，收錄於專輯《為了愛夢一生》             |
| 05   | 愛得深           | 王傑            | 盧永強        | Ricky Ho        |                                  | 多少次，收錄於專輯《All By Himself》                 |
| 06   | 說謊的愛人       | 王傑            | 林夕          | Ricky Ho        |                                  | 我能感覺你在說謊，收錄於專輯《All By Himself》       |
| 07   | 笑我對愛情瞭解   | 王傑            | 潘偉源        | Iskandar Ismail |                                  | 你是我痛苦的最愛，收錄於專輯《All By Himself》       |
| 08   | 你是我最真的故事 | Ricky Ho        | 林夕          | Ricky Ho        |                                  | 下次的相逢在什麼時候，收錄於專輯《英雄淚》           |
| 09   | 隨你遠走         | 陳耀川          | 王書權        | Ricky Ho        |                                  | 我依然在你熟悉的地方等你，收錄於專輯《為了愛夢一生》 |
| 10   | 今夜遙遠的二人   | 王傑            | 陳少琪        | Ricky Ho        |                                  | 在風中呼喚你的名字，收錄於專輯《All By Himself》     |
| 11   | 愛我愛到夠       | 陳大力 陳秀男   | 潘偉源        | Ricky Ho        |                                  | 誰能夠愛我到天長地久，收錄於專輯《英雄淚》           |

## 唱片版本
- 錄音帶版
- CD版

## 獎項
- 1992年勁歌金曲季選

- 「第二季金曲」：【封鎖我一生】 （页面存档备份，存于）

## 音樂錄影帶
- 封鎖我一生
- 說謊的愛人

## 外部連結
- 1992年-王傑《封鎖我一生》電視廣告 （页面存档备份，存于）
- 1992年-勁歌金榜冠軍-封鎖我一生
- 1992年-勁歌金榜冠軍-說謊的愛人